# هوارد ميلنر
هوارد ميلنر (بالإنجليزية: Howard Milner)‏ هو معلم موسيقى بريطاني، ولد في 24 فبراير 1953، وتوفي في 6 مارس 2011.

## وصلات خارجية
- هوارد ميلنر على موقع ميوزك برينز (الإنجليزية)
- هوارد ميلنر على موقع أول ميوزيك (الإنجليزية)
- هوارد ميلنر على موقع ديسكوغز (الإنجليزية)